# Slušovice
Slušovice – miasto w Czechach, w kraju zlińskim, w powiecie Zlín. Według danych z 31 grudnia 2003 powierzchnia miasta wynosiła 714 ha, a liczba jego mieszkańców 2 904 osób.

## Demografia
| Rok             | 1970  | 1980  | 1991  | 2001  | 2003  |
| --------------- | ----- | ----- | ----- | ----- | ----- |
| Liczba ludności | 1 369 | 1 902 | 2 760 | 2 985 | 2 904 |

Źródło: Czeski Urząd Statystyczny